# Daniel Ricciardo
Daniel Joseph Ricciardo (født 1. juli 1989) er en australsk racerkører, som kørte for Formel 1-holdet AlphaTauri. Han fik sin Formel 1-debut i 2011 for HRT i det Britiske Grand Prix, på Silverstone-banen. Hans første sejr i Formel 1 kom ved Canadas Grand Prix 2014.

## Tidlige karriere

### Gokarts, Formel Ford og Formel BMW
Ricciardo startede med at køre gokart i en alder af 9. I 2005 deltog han i Australian Formula Ford-serien, hvor det, på trods af en ukonkurrencedygtig bil, lykkedes ham at imponere nok til, at sikre sig et stipendium til den følgende sæsons Formula BMW Asia mesterskab.
I sin Formel BMW-debut kørte han sig til to sejre og yderligere ti podieplaceringer for Eurasia Motorsport, hvilket var nok til at give ham en samlet 3. plads i mesterskabet. Ved siden af hans sæson i Formula BMW Asia, kørte han også nogle løb i den britiske formel BMW-serie, hvor han over to løb tog to point. Han tog endnu en "udflugt" i slutningen af sæsonen, hvor han deltog Formula BMW World Finals, hvor han kørte sig til en 5. plads.
I 2007 skiftede Ricciardo klasse til Formel Renault, hvor han deltog i den italienske afdeling af serien for RP Motorsport. Han endte sæsonen på en 6. plads, med 196 point og en enkelt podieplacering i Valencia.
Ricciardo blev i 2007 del af Red Bull Junior Team.

### Formel 3
Ricciardo gjorde sin Formel 3 debut i 2008, da han kørte de sidste runder af Formula 3 Euro Series. I 2009 sæsonen skiftede han til det Britiske Formel 3 mesterskab, og sluttede her på andenpladsen.

### Formel Renault 3.5
Ricciardo rykkede i 2010 til Formel Renault 3.5 serien. Han sluttede 2010 sæsonen som andenplads. Han fortsatte i serien i 2011, frem til at han blev rykket op i Formel 1 i løbet af sæsonen.

## Formel 1

### Test- og reservekører
Ricciardo blev givet sin første test i december 2009, hvor han testede for Red Bull ved en testsession for unge kører ved Circuito de Jerez. Ricciardo sluttede her med den bedste tid blandt alle kørerene. I 2010 sæsonen blev Ricciardo og Brendan Hartley udnævnt til at være reservekørere for de to Red Bull-ejet hold, Red Bull Racing og Toro Rosso.

### HRT

#### 2011
Den 30. juni 2011 blev det annonceret, at Ricciardo ville blive udlånt til det spanske F1-team HRT, hvor han erstattede Narain Karthikeyan. Han gjorde sin F1-debut ved Storbritanniens Grand Prix, hvor han sluttede på 19. pladsen. Han kørte 11 ræs for HRT i 2011 sæsonen og scorede ingen point, da 18. pladsen var hans højeste placering.

### Toro Rosso

#### 2012
Den 14. december 2011 annoncerede Toro Rosso, at Ricciardo ville køre for dem i 2012 sæsonen. Hans første ræs for Toro Rosso var på hans hjemmebane ved Australiens Grand Prix 2012. Ricciardo sluttede her på niendepladsen, og scorede hermed sine første point i Formel 1. Han sluttede sæsonen på en anonym 18. plads med 10 point.

#### 2013
Ricciardo blev givet en kontraktforlængelse med Toro Rosso for 2013 sæsonen. Han kørte en forbedret sæson, som resulterede med at han sluttede på 14. pladsen med 20 point.

### Red Bull

#### 2014
Det blev i november 2013 annonceret, at Ricciardo ville rykke op på Red Bull-holdet, hvor han erstattede sin landsmand Mark Webber, som gik på pension fra sporten. Ricciardo debuterede for Red Bull ved Australiens Grand Prix 2014, og han sluttede her på andenpladsen, og opnåede hermed sit første podium. Festen blev dog spoleret, da ham blev diskvalificeret, da det blev dømt at bilens motor ikke var indenfor reglerne i forhold til benzinforbrug. Han tog sit første podium ved Spaniens Grand Prix, hvor han sluttede på tredjepladsen. Han tog sin første sejr ved Canadas Grand Prix. Han tog yderlig to sejrer i sæsonen, da han også vandt i Ungarn og Belgien. Han sluttede sæsonen på tredjepladsen med 238 point. Han var den eneste kører ikke fra Mercedes til at vinde et ræs i sæsonen, og var langt foran sin holdkammerat, den forsvarende verdensmester Sebastian Vettel, som sluttede med 167 point.

#### 2015
2015 sæsonen blev dog et skridt tilbage for Ricciardo og Red Bull. Han opnåede to podiumplaceringer i sæsonen, men måttes nøjes med ottendepladsen, da han scorede 92 point. Han sluttede bag sin holdkammerat Daniil Kvjat, som scorede tre point mere end han havde.

#### 2016
Ricciardo og Red Bull var mere konkurrencedygtige i 2016 sæsonen. Han scorede sin første pole position i F1 ved Monacos Grand Prix. Han førte størstedelen af ræset, men Red Bull holdet lavede en katastrofal fejl ved hans pit stop, som resulterede i, at det varede over 15 sekunder. Han endte med at slutte ræset på andenpladsen bag Lewis Hamilton, og missede hermed en sikker sejr. Ricciardo sluttede andenpladsen ved Tysklands Grand Prix, og på podiet debuterede han en jubelscene, hvor han drak champagne fra sin sko, som i Australien er kendt som en 'shoey'. Denne jubelscene er siden blevet etableret som Ricciardos signatur efter en podiumplacering. Han tog sæsonens eneste sejr ved Malaysias Grand Prix, da han vandt på, at Hamilton måtte udgå efter et motorproblem. Ricciardo endte sæsonen på tredjepladsen med 256 point.

#### 2017
Ricciardo vandt et enkelt ræs i 2017 sæsonen, som var Aserbajdsjans Grand Prix. Han tog ni podiumplaceringer i sæsonen, men måtte nøjes med femtepladsen i sæsonen, da han scorede 200 point.

#### 2018
Ricciardo tog 2018 sæsonens første sejr ved Kinas Grand Prix. Ved Aserbajdsjans Grand Prix havde Ricciardo et større sammenstød med sin holdkammerat Max Verstappen, som resulterede i at begge kørere udgik af ræset. Han tog pole position ved Monacos Grand Prix, og det lykkedes denne gang at tage hævn efter katastrofen i 2016, da han vandt ræset, på trods af, at han døjede med et motorproblem undervejs. Ricciardo var i sæsonen plaget af mekaniske problemer, som resulterede i, at han udgik fra otte forskellige ræs i sæsonen. Han sluttede sæsonen på sjettepladsen med 170 point.

### Renault

#### 2019
I august 2018 blev det annonceret, at Ricciardo ville skifte til Renault. 2019 sæsonen var skuffende for Ricciardo, som sluttede på niendepladsen med 54 points. Det var dog markant bedre end sin holdkammerat Nico Hülkenberg, som sluttede 14. plads.

#### 2020
2020 sæsonen var bedre for Ricciardo. Ved Eifels Grand Prix lykkedes det endelig for Ricciardo at opnå sit første podium siden skiftet til Renault, da han sluttede på tredjepladsen. Han sikrede hermed Renaults første podium siden Malaysias Grand Prix 2011. Han sluttede sæsonen på femtepladsen med 119 point.

### McLaren

#### 2021
Ricciardo skiftede ved 2021 sæsonen til McLaren. Ved Italiens Grand Prix tog Ricciardo sin første sejr siden han forlod Red Bull, da han profiterede af, at Lewis Hamilton og Max Verstappen begge måtte udgå efter et sammenstød. Han sikrede hermed McLarens første sejr siden Brasiliens Grand Prix 2012. Trods sejren, så var hans debutsæson for McLaren generelt skuffende, da han sluttede på ottendepladsen med 115 point.

#### 2022
2022 sæsonen var skuffende for McLaren generelt, men især for Ricciardo. Han sluttede sæsonen på 11. pladsen med 37 point, som var 85 point mindre end sin holdkammerat Lando Norris, som sluttede som syvendeplads.

### Red Bull reservekører
Ricciardo forlod McLaren ved udgangen af 2022 sæsonen, da de blive enige om at afslutte hans kontrakt før tid. Det lykkedes ikke Ricciardo at få en plads til 2023 sæsonen, og i november 2022 blev det annonceret, at han ville vende tilbage til Red Bull som reservekører.

#### AlphaTauri leje
Den 11. juli 2023 blev det annonceret, at AlphaTauri fyrede deres kører Nyck de Vries efter en række skuffende resultater, og at Ricciardo ville overtage hans plads for resten af 2023 sæsonen.

#### VisaCashapp RB F1 Team
Den 26. september 2024 bekræftede VisaCashapp RB Team på deres X-profil, at Daniel Ricciardo er færdig på teamet, og at de i stedet satser på den unge Liam Lawson.

## Resultater

### Komplette Formel 1-resultater
(Forklaring) (Resultater i fed skrift indikerer pole position, resultater i kursiv indikerer hurtigste omgang)
| År   | Team                                         | Chassis         | Motor                                      | 1       | 2       | 3      | 4      | 5      | 6       | 7      | 8      | 9       | 10     | 11      | 12      | 13      | 14      | 15      | 16     | 17     | 18      | 19     | 20     | 21    | Plads | Point |
| ---- | -------------------------------------------- | --------------- | ------------------------------------------ | ------- | ------- | ------ | ------ | ------ | ------- | ------ | ------ | ------- | ------ | ------- | ------- | ------- | ------- | ------- | ------ | ------ | ------- | ------ | ------ | ----- | ----- | ----- |
| 2011 | [[Scuderia Toro Rosso\|Scuderia Toro Rosso]] | Toro Rosso STR6 | Ferrari 056 2,4 V8                         | AUS TD  | MAL TD  | CHN TD | TUR TD | ESP TD | MON TD  | CAN TD | EUR TD |         |        |         |         |         |         |         |        |        |         |        |        |       | 27.   | 0     |
| 2011 | HRT F1 Team                                  | Hispania F111   | Cosworth CA2011 V8                         |         |         |        |        |        |         |        |        | GBR 19  | GER 19 | HUN 18  | BEL Ret | ITA NC  | SIN 19  | JPN 22  | KOR 19 | IND 18 | ABU Ret | BRA 20 |        |       | 27.   | 0     |
| 2012 | Scuderia Toro Rosso                          | Toro Rosso STR7 | Ferrari 056 2,4 V8                         | AUS 9   | MAL 12  | CHN 17 | BHR 15 | ESP 13 | MON Ret | CAN 14 | EUR 11 | GBR 13  | GER 13 | HUN 15  | BEL 9   | ITA 12  | SIN 9   | JPN 10  | KOR 9  | IND 13 | ABU 10  | USA 12 | BRA 13 |       | 18.   | 10    |
| 2013 | Scuderia Toro Rosso                          | Toro Rosso STR8 | Ferrari 056 2,4 V8                         | AUS Ret | MAL 181 | CHN 7  | BHR 16 | ESP 10 | MON Ret | CAN 15 | GBR 8  | GER 12  | HUN 13 | BEL 10  | ITA 7   | SIN Ret | KOR 191 | JPN 13  | IND 10 | ABU 16 | USA 11  | BRA 10 |        |       | 14.   | 20    |
| 2014 | Red Bull Racing                              | Red Bull RB10   | Renault Energy F1-2014 1,6 V6 turbo hybrid | AUS EX  | MAL Ret | BHR 4  | CHN 4  | ESP 3  | MON 3   | CAN 1  | AUT 8  | GBR 3   | GER 6  | HUN 1   | BEL 1   | ITA 5   | SIN 3   | JPN 4   | RUS 7  | USA 3  | BRA Ret | ABU 4  |        |       | 3.    | 238   |
| 2015 | Red Bull Racing                              | Red Bull RB11   | Renault Energy F1-2015 1,6 V6 turbo hybrid | AUS 6   | MAL 10  | CHN 9  | BHR 6  | ESP 7  | MON 5   | CAN 13 | AUT 10 | GBR Ret | HUN 3  | BEL Ret | ITA 8   | SIN 2   | JPN 15  | RUS 151 | USA 10 | MEX 5  | BRA 11  | ABU 6  |        |       | 8.    | 92    |
| 2016 | Red Bull Racing                              | Red Bull RB12   | TAG Heuer 1,6 V6 turbo hybrid              | AUS 4   | BHR 4   | CHN 4  | RUS 11 | ESP 4  | MON 2   | CAN 7  | EUR 7  | AUT 5   | GBR 4  | HUN 3   | GER 2   | BEL 2   | ITA 5   | SIN 2   | MAL 1  | JPN 2  | USA 3   | MEX 3  | BRA 8  | ABU 5 | 3.    | 256   |

Noter til tabellen:
- 1:  - Udgik af løbet, men blev klassificeret eftersom han havde fuldført over 90% af løbsdistancen.